# Liste des villes du comté de Durham
C'est la liste des villes, villages et hameaux du comté de Durham.
- Haut – A
- B
- C
- D
- E
- F
- G
- H
- I
- J
- K
- L
- M
- N
- O
- P
- Q
- R
- S
- T
- U
- V
- W
- X
- Y
- Z

## A
Aislaby, Allensford, Annfield Plain, Archdeacon Newton,Auckland Park Aukside, Aycliffe Village

## B
Barmpton, Barnard Castle, Barningham, Beamish, Bearpark, Beaumont Hill, Bedburn, Belmont, Benfieldside, Bildershaw, Billingham, Billy Row, Binchester, Bishop Auckland, Bishop Middleham, Bishopsgarth, Bishopton, Blackhall Colliery, Blackhall Rocks, Blackhill, Blackwell, Bolam, Boldron, Bournmoor, Bowbank, Bowburn, Bowes, Bowlees, Bradbury, Brafferton, Brancepeth, Brandon, Branksome, Bridge End, Bridgehill, Brierton, Brignall, Broom Hill, Broompark, Brotherlee, Browney, Burnhope, Burnopfield, Butterknowle, Butterwick, Byers Green

## C
Carlbury, Carlton, Carrville, Cassop, Castle Eden, Castleside, Catchgate, Causey, Chester Moor, Chester-le-Street, Chilton, Chilton Lane, Cleatlam, Close House, Clough Dene, Coal Bank, Cockerton, Cockfield, Cold Hesledon, Consett, Copley, Copthill, Cornforth, Cornriggs, Cornsay, Cornsay Colliery, Cotherstone, Coundon, Coundon Grange, Coundongate, Cowpen Bewley, Cowshill, Coxhoe, Craghead, Craigside, Crawleyside, Crimdon Park, Crook, Crookgate Bank, Crookhall, Croxdale, Cleadon

## D
Daddry Shield, Dalton Piercy, Dalton-le-Dale, Darlington, Dawdon, Deaf Hill, Dean Bank, Delves Lane, Deneside, Dent Bank, Denton, Dipton, Dragonville, Durham

## E
Eaglescliffe, Easington, Easington Colliery, East Blackdene, East Briscoe, East Hedleyhope, East Kyo, East Law, East Stanley, Eastbourne, Eastgate, Ebchester, Eden Vale (en), Edmondsley, Edmundbyers, Egglesburn, Egglescliffe, Eggleston, Eldon, Eldon Lane, Elstob, Elton, Elwick, Embleton, Escomb, Esh, Esh Winning, Esperley Lane Ends, Etherley Dene, Ettersgill, Evenwood, Evenwood Gate

## F
Fairfield, Faverdale, Ferryhill, Ferryhill Station, Finchale Priory, Fir Tree, Firth Moor, Fishburn, Fleming Field, Flint Hill, Forest-in-Teesdale, Foxton, Framwelgate, Framwellgate Moor, Frosterley

## G
Gainford, Garmondsway, Gilesgate, Gilesgate Moor, Gilmonby, Grange Hill, Grange Villa, Grassholme, Great Burdon, Great Chilton, Great Lumley, Great Stainton, Greatham, Greencroft, Greenhill, Greta Bridge, Grindon

## H
Hallgarth, Hamsterley (Bishop Auckland), Hamsterley (Consett), Hardwick, Harelaw, Harperley, Harrowgate Hill, Harrowgate Villa, Hart, Hart Station, Hartburn, Hartlepool, Hartlepool Abbey, Harwood, Haswell, Haswell Moor, Haswell Plough, Haughton-le-Skerne, Haverton Hill, Hawthorn, Headlam, Healeyfield, Hedley Hill, Heighington, Helmington Row, Hesleden, Hett, High Coniscliffe, High Dyke, High Etherley, High Forge, High Friarside, High Grange, High Haswell, High Hesledon, High Shincliffe, High Stoop, High Throston, High Urpeth, High Westwood, Hill End, Hill Top (Stanley), Hill Top (Teesdale), Hilton, Hobson, Holmside, Holwick, Horden, Horsleyhope, Houghall, Houghton Bank, Houghton-le-Side, Howden-le-Wear, Hummersknott, Hunderthwaite, Hunstanworth, Hunwick, Hurworth Place, Hurworth-on-Tees, Hury, Hutton Henry, Hutton Magna

## I
Ingleton, Inkerman, Ireshopeburn, Iveston

## K
Kelloe, Kepier, Killerby, Kimblesworth, Kinninvie, Kip Hill, Kirk Merrington, Knitsley

## L
Laithkirk, Lanchester, Lanehead, Langdon Beck, Langley Moor, Langley Park, Langton, Lartington, Leadgate, Leamside, Leasingthorne, Leeholme, Lingfield, Lintz, Lintzgarth, Little Newsham, Little Stainton, Little Thorpe, Littletown, Longnewton, Low Coniscliffe, Low Dinsdale, Low Etherley, Low Walworth, Low Westwood, Lowes Barn, Ludworth, Lumley Thicks

## M
Maiden Law, Mainsforth, Meadowfield, Medomsley, Merrybent, Metal Bridge, Mickleton, Middle Side, Middlestone, Middlestone Moor, Middleton (Hartlepool), Middleton-in-Teesdale, Middleton One Row, Middleton St George, Middridge, Moor End, Moorside, Mordon, Morley, Morton Tinmouth, Mount Pleasant (Spennymoor), Mount Pleasant (Stockton-on-Tees), Mowden, Muggleswick, Murton

## N
Neasham, Nettlesworth, Neville's Cross, New Brancepeth, New Coundon, New House, New Hunwick, New Kyo, Newbiggin (Lanchester), Newbiggin (Teesdale), Newfield (Bishop Auckland), Newfield (Chester-le-Street), Newton Aycliffe, Newton Bewley, Newton Hall, Newton Ketton, No Place, North Bitchburn, North Close, North End, Northlea, Norton

## O
Oak Tree, Oakenshaw, Old Cassop, Old Durham, Old Eldon, Old Quarrington, Old Stillington, Old Wingate, Ornsby Hill, Ouston, Ovington, Owton Manor, Oxhill

## P
Page Bank, Parkside, Pelton, Pelton Fell, Perkinsville, Peterlee, Phoenix Row, Pickering Nook, Piercebridge, Pittington, Pity Me, Plawsworth, Pontop Pike, Port Clarence, Portrack, Preston-le-Skern, Preston-on-Tees

## Q
Quaking Houses, Quarrington Hill, Quebec

## R
Rainton Gate, Ramshaw (Bishop Auckland), Ramshaw (Consett), Redmarshall, Redworth, Rift House, Rise Carr, River Wear, River Tees, Roddymoor, Romaldkirk, Rookhope, Roseworth, Royal Oak, Rushyford,

## S
Sacriston, Sadberge, Satley, Scargill, School Aycliffe, Seaham, Seaton, Seaton Carew, Sedgefield, Shadforth, Sheep Hill, Sheraton, Sherburn, Sherburn Hill, Shield Row, Shildon, Shincliffe, Shotley Bridge, Shotton (Peterlee), Shotton (Sedgefield), Shotton Colliery, Skerne Park, Snaisgill, Sockburn, South Church, South Hetton, South Moor, South Pelaw, South Side, South Stanley, South Wingate, Spennymoor, St Helen Auckland, St John's Chapel, Staindrop, Stainton, Stainton Grove, Stanhope, Stanhope and Tyne Railway, Stanley, Stanley Crook, Startforth, Station Town, Stillington, Stockton-on-Tees, Stockton and Darlington Railway, Stony Heap, Summerhouse, Sunderland Bridge, Sunniside, Sunny Brow

## T
Tan Hills, Tanfield, Tantobie, The Dene, The Grove, The Headland, The Middles, The Slack, Thinford, Thornley (Durham), Thornley (Weardale), Thorpe Larches, Thorpe Thewles, Thringarth, Tindale Crescent, Todhills, Toft Hill, Toronto, Tow Law, Town Kelloe, Townfield, Trimdon, Trimdon Colliery, Trimdon Grange, Tudhoe, Tudhoe Grange, Tursdale, The Nook

## U
Urlay Nook, Urpeth, Ushaw Moor

## W
Wackerfield, Waldridge, Wall Nook, Walworth, Walworth Gate, Waskerley, Waterhouses, Weardale, Weardale Railway, Wearhead, West Auckland, West Blackdene, West Cornforth, West Kyo, West Lea, West Park (Darlington), West Park (Hartlepool), West Pasture, West Pelton, West Rainton, West View (en), Western Hill, Westerton, Westgate, Westwick, Wheatley Hill, Whinfield, White-le-Head, Whitton, Whitworth, Whorlton, Willington, Wingate, Winston, Witton Gilbert, Witton Park, Witton-le-Wear, Wolsingham, Wolviston, Woodham, Woodland, Woodside, Wycliffe